# Студеновка (Липецкая область)
Сту́деновка — деревня Хмелинецкого сельсовета Задонского района Липецкой области. Имеет 4 улицы: 8 Марта, Березовая, Победы и Садовая.

## История и название
Основана в начале XVII в. В документах 1620 г. упоминается починок Величков на р. Хмелинце, под Яковлевским лесом. А в одном из документов 1697 г. говорится: «княжой перевоз на реке на Дону ниже Хмелииского устья против земли деревни Студеной, что был починок Величков помещика Микиты Фалалеева да Афанасья Перунова». Последнее название связано ручьем, вытекающим из студеного (холодного) родинка.

## Население
| 2010 |
| ---- |
| 106  |